# Storängen
 (mars 2016).
Si vous disposez d'ouvrages ou d'articles de référence ou si vous connaissez des sites web de qualité traitant du thème abordé ici, merci de compléter l'article en donnant les références utiles à sa vérifiabilité et en les liant à la section « Notes et références ».

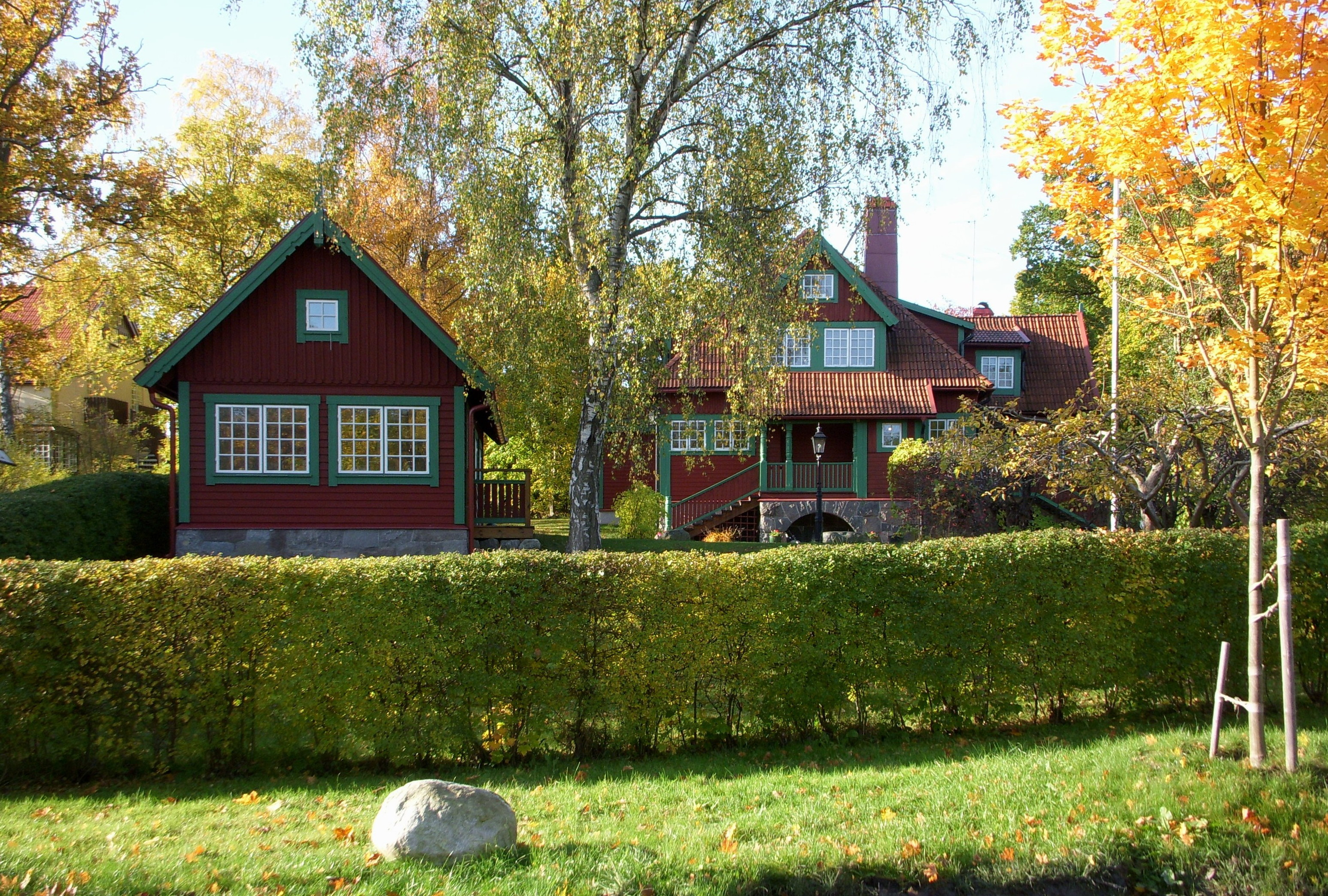
Storängen à l'automne 2008.

Storängen est un quartier résidentiel de la banlieue de Stockholm en Suède, situé sur le territoire de la commune de Nacka. Il est desservi par la ligne de trains de banlieue Saltsjöbanan.
Parmi les zones résidentielles du début du XXe siècle de Stockholm, il est considéré, avec ses grandes villas d'époque et son environnement relativement intact, comme l'une des mieux préservées. Depuis 1987, le quartier est classé zone d'intérêt national (riksintresse) au titre de la protection du patrimoine.

## Délimitation

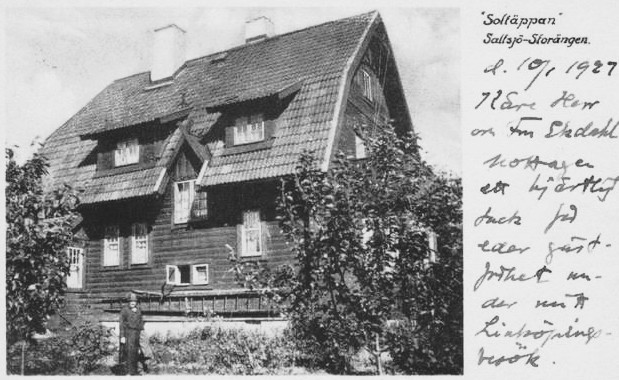
La villa Soltäppan, numéro 12 de la rue Ängsvägen.

Le quartier de Storängen peut être défini de différentes façons. Au sens large, il correspond à la zone située à proximité de la gare de Storängen qui n'est pas incluse dans les quartiers de Lillängen, Fannydal et Övre Järlasjön.
Partant de cette définition, Storängen comprend donc : la partie de la rue Värmdövägen comprise entre les rues Vikdalsvägen et Skvaltan, c’est-à-dire les numéros pairs 160 à 186 et impairs 197 à 217, les rues Krokvägen, Parkvägen à partir du numéro 32A, Parkgränden, John Lodéns väg, Lindvägen, Ängsvägen, la partie de la rue Järlavägen incluant les numéros pairs jusqu'au 18 et les numéros impairs à partir du 9, les rues Storängsvägen, Storängens Strandväg, le numéro 1 de la rue Lilla Gränd et enfin les logements de la rue Kantatvägen.

## Histoire
Le quartier de Storängen est fondé en 1904 par une association de propriétaires composée à l'origine essentiellement de hauts fonctionnaires. Un accord est conclu avec la société de chemin de fer Stockholm-Saltsjön, opératrice de la ligne de trains de banlieue Saltsjöbanan. Sous la direction de l'urbaniste Per Olof Hallman, la société ferroviaire définit le plan d'aménagement du quartier. Elle prend ensuite en charge la construction des rues, le raccordement au réseau de distribution d'eau et aux égouts, et aménage petit à petit la gare. Les villas disposent ainsi dès l'origine de l'eau courante et du tout à l'égout, ce qui est encore inhabituel pour l'époque. Storängen est de même connecté au réseau électrique dès 1910.
L'adhésion à l'association est obligatoire pour pouvoir acheter et construire dans le quartier. L'association peut rejeter une application, si elle juge que le candidat n'est pas suffisamment solvable ou s'il semble "compromettre l'harmonie" des lieux. Les fondateurs de l'association sont essentiellement des notables, mais petit à petit ils sont rejoints par des artistes, des musiciens, des architectes, des universitaires et des cadres supérieurs ou des ingénieurs du secteur privé.

## Construction

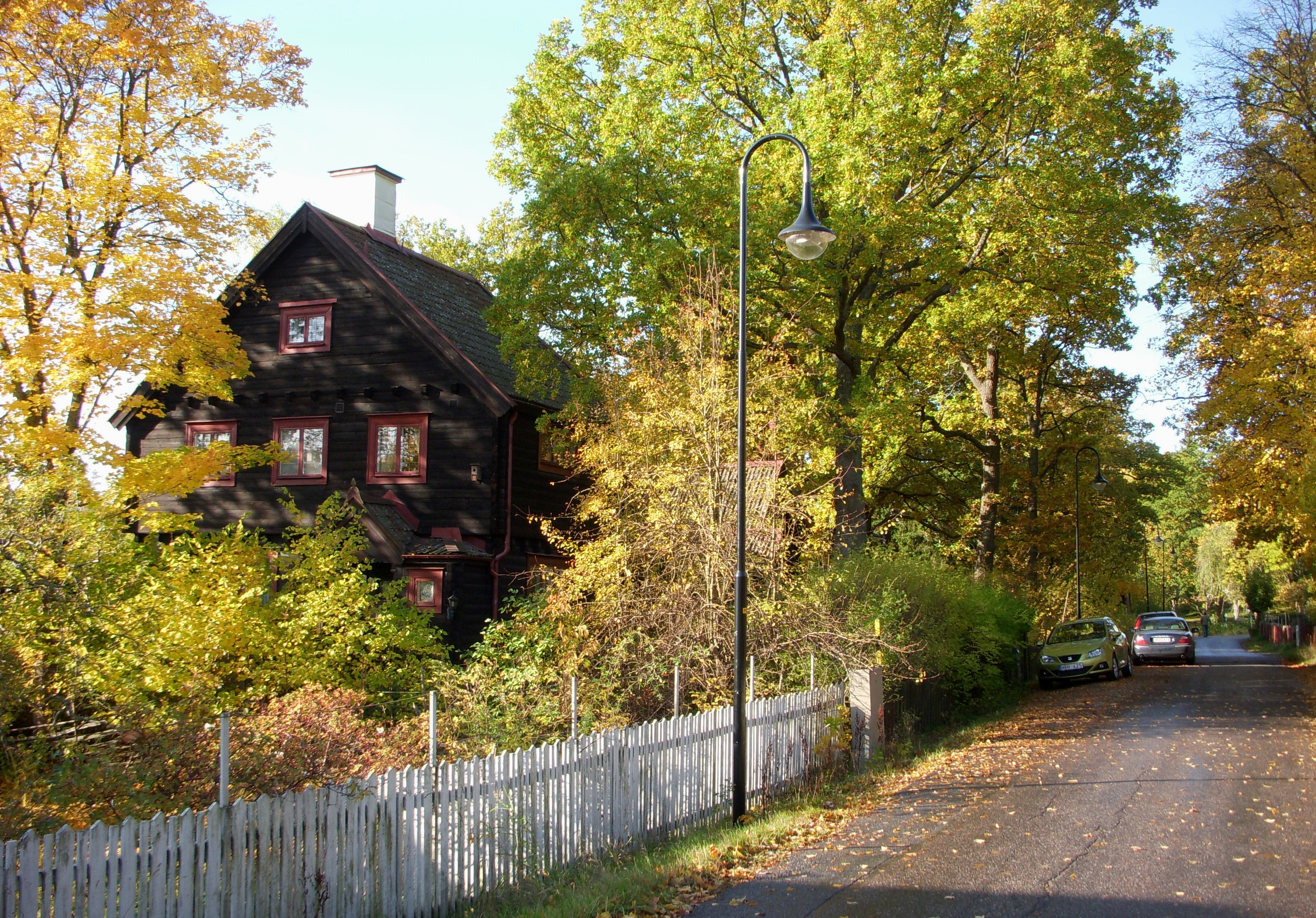
Storängen à l'automne 2008.

La plupart des villas sont dessinées par des architectes, les plus connus étant Ragnar Östberg, Torben Grut et Carl Westman. C'est toutefois Gustaf Hugo Sandberg qui a contribué au plus grand nombre de constructions, devant Albin Brag et Ivar Callmander.
Pendant l'année 1904, six villas sont construites. La toute première est située au numéro 15 de la rue John Lodéns väg. L'architecte n'est pas connu. Ce n'est que plus tard que la rue a été nommée en hommage à John Lodén, l'un des fondateurs de l'association, qui était aussi probablement le propriétaire de cette première villa.
Il y a aujourd'hui environ 150 villas dans le quartier. Sept ont été démolies à la fin des années 1960 lors de la création de la voie rapide vers Saltsjöbaden. Les premières constructions sont le plus souvent de style national romantique ou Art nouveau / Art Nouveau baroque. On trouve ensuite quelques constructions en style fonctionnaliste, qui remontent aux années 1930 et 1940. Un très petit nombre de villas ont été construites dans les décennies suivantes. Plus des trois quarts remontent en effet aux dix premières années du quartier. Il ne reste plus aujourd'hui aucun terrain à bâtir.
En 1912, une école mixte est construite rue Värmdövägen. Le bâtiment abrite aujourd'hui une école maternelle  Montessori, ainsi qu'une salle des fêtes à l'étage. Entre 1916 et 1960, la mairie de la commune de Nacka était située à Storängen. Un petit parc, qui inclut un court de tennis, a été aménagé près de la gare. Près de l'école, au milieu du quartier, on trouve une large pelouse appelée localement Ängen (le pré).

## Gare deStorängen
La gare de Storängen est située sur la ligne de trains de banlieue Saltsjöbanan, entre les gares de Lillängen et de Saltsjö-Duvnäs. La distance depuis la gare de Slussen est de 6,6 kilomètres.
Les trains marquent l'arrêt depuis le 1er juillet 1904, mais il ne s'agit alors que d'un arrêt de rase campagne. Ce n'est qu'à partir du 18 mai 1905 que la gare proprement dite ouvre ses portes. Le bâtiment abrite alors aussi un bureau de poste. La voie vers Saltsjö-Duvnäs a été doublée entre 1911 et 1913.